# Đào Đăng Vỹ
Đào Đăng Vỹ (1 tháng 2 năm 1908 tại Huế – 1997) là nhà văn; nhà từ điển học; nổi tiếng của Việt Nam.

## Các chức vụ từng đảm nhiệm
- Hội trưởng Hội Quảng Tri ở Huế
- Phó Hội trưởng Hội Truyền bá Quốc ngữ Trung Kỳ
- Phó chủ tịch Hội Bảo tồn cố đô Huế
- Phó chủ tịch Hội Bảo trợ Đại học Vạn Hạnh, Sài Gòn

## Công trình
- Le Culte des Ancêtres (1932).
- Enquête sur la Jeunesse Vietnamienne (1932 - 1934).
- Les Ecrivains et les Artistes Vietnamiens contemporains (1935).
- Nguyễn Trường Tộ et son Temps (1936-37).
- L'Annam qui naît (1938).
- Pour la Famille la Vraie (en collaboration) 1939.
- La Culture et Nous (en collaboration) 1940.
- Thất Thủ Kinh đô (kịch lịch sử 5 hồi): 1945.
- Thế giới chiến tranh lần thứ ba (1946).
- Nước Mỹ và nền Hòa bình thế giới (1946).
- Nước Nga và nền Hòa Bình thế giới (1946).
- Evolution de la Littérature Vietnamienne contemporaine (1949).
- Nguyễn Trường Tộ et l'Empereur Tự Đức (1951).
- Khúc nhạc Đồng quê (1954) (Bản dịch La Symphonie Pastorale của A. Gide).
- Pháp Việt Đại Từ điển (1949-52, 1963, 1970).
- Papillons Blancs (bản dịch Bướm Trắng của Nhất Linh 1959).
- Việt Pháp Đại Từ điển: 1956, 1963, 1970.
- Pháp Việt Từ điển Phổ thông: 1954-1956, 1960, 1963, 1965, 1970.
- Pháp Việt Tiểu Từ điển: (1961, 1963, 1966, 1970).
- Việt Pháp Tiểu Từ điển: (1962, 1964, 1966, 1970).
- Việt Nam Bách khoa Từ điển: Cuốn I cuốn II, III... (1959-1963).
- Ông già Goriot (le Père Goriot của H. de Balzac dịch ra Việt văn: (1962).
- Sức mạnh của Bất bạo động (1965).
- Nguyễn Trường Tộ và Y đằng Bác Văn (1971).
- Xã hội Nguyễn Trường Tộ và Xã hội Y Đằng Bác Văn (1972).
- Nguyễn Tri Phương (1974).